# بانجو-بيلوت
بانجو-بيلوت (بالإنجليزية: Banjo-Pilot)‏ هي لعبة كارتينغ صدرت لنظام غيم بوي أدفانس في عام 2005، وهي اللعبة الرابعة في سلسلة بانجو-كازووي المطورة من قبل راير. أسلوب اللعب مشابه لسلسلة ماريو كارت من نينتندو: يسابق اللاعب واحدًا من تسعة شخصيات قابلة للعب حول المسارات، ويهاجم المتسابقين الآخرين بالرصاص ويجمع القوة. تحتوي اللعبة على عدد من أوضاع اللاعب الفردي والمتعدد اللاعبين، مثل هجوم الوقت والبحث عن العناصر. على عكس ألعاب الكارتينغ الأخرى، تتحكم الشخصيات في الطائرات بدلاً من العربات الصغيرة. أعلنت شركتي راير ونينتندو عن اللعبة في معرض الترفيه الإلكتروني 2001 تحت عنوان ديدي كونغ بيلوت (بالإنجليزية: Diddy Kong Pilot)‏. في هذه المرحلة، كانت اللعبة تتمة للعبة ديدي كونغ رايسينغ (1997)، وشخصيات مميزة من سلسلتي دونكي كونغ وماريو.
سياسات الشركة ومخاوف نينتندو بشأن الجودة قد تأخرت ديدي كونغ بيلوت بعد تاريخ الإصدار المخطط له في مارس 2002. بعد أن استحوذت مايكروسوفت على راير في سبتمبر 2002، فقدت راير حقوق شخصيات نينتدو وأعادت تجهيزها وتضم شخصيات من سلسلة بانجو-كازووي. نشرت تي إتش كيو اللعبة، التي أبرمت صفقة مع مايكروسوفت لنشر ألعاب راير للغيم بوي أدفانس، بانجو-بيلوت في يناير 2005. على الرغم من أن النقاد أشادوا بصورتها التفصيلية، إلا أنهم اعتقدوا أنها تفتقر إلى الأصالة ووصفوها بأنها أدنى من ماريو كارت.

## أسلوب اللعب

تظهر لقطة الشاشة أسلوب اللعب شخصية اللاعب، الدب بانجو، وهو يتسابق في أحد المسارات القابلة للتشغيل.

بانجو-بيلوت هي لعبة كارتينغ تتميز بشخصيات وبيئات من سلسلة بانجو-كازووي لألعاب المنصات. أسلوب اللعب مشابه لسلسلة ماريو كارت من نينتندو: اللاعب، الذي يتحكم في شخصية في سيارته، يجب أن يسابق خصومه حول المسارات. يرى اللاعب طريقة اللعب من خلف ظهر الشخصية، ويجب عليه المناورة بشخصيته طوال السباق. جميع السباقات عبارة عن ثلاث دورات طويلة وتتميز بالعناصر التي تمنح مزايا، مثل عمليات زيادة القوة الهجومية. الملاحظات الموسيقية الذهبية القابلة للتحصيل، وهي عنصر من منصات بانجو، مبعثرة حول المسارات أيضًا. تتميز لعبة بانجو-بيلوت عن غيرها من ألعاب الكارتينغ لأن اللاعب يتحكم في الطائرات بدلاً من العربات، مما يتيح لهم ذلك التحرك لأعلى ولأسفل. ومع ذلك، فإن الطائرات تظهر سلوكيات مرتبطة عادة بالعربات، مثل التباطؤ على أرض وعرة. الطائرات مزودة برصاص يمكن إطلاقه على لاعبين آخرين؛ يمكنهم أيضًا القيام بلفافة برميلية لتجنب هجمات الآخرين. تحتوي اللعبة على تسعة شخصيات للاعبين، على الرغم من توفر أربعة شخصيات فقط في البداية.:13-12
تحتوي اللعبة على ستة عشر مسارًا يمكن الوصول إليها من خلال أربعة أوضاع لعب مختلفة للاعب واحد.:5 في غراند بريكس، يسابق اللاعبون خصومهم عبر سلسلة من أربعة مسارات متتالية ويكسبون نقاطًا بناءً على موقعهم النهائي. في نهاية سباق الجائزة الكبرى، يجب على اللاعبين المشاركة في تحدي البطل - معركة جوية ضد رئيس. يحتفظ تحدي الجيغي بالتركيز على جمع العناصر من منصة بانجو: يجب على اللاعب البحث عن قطع الألغاز التي تسمى جيغيز وجمعها للحصول على النقاط أثناء سباق زجاجات الخلد. تسمح كويكرايس للاعب بالاختيار من بين أي من مسارات اللعبة للسباق، بينما تتحدى تجربة الوقت اللاعبين لإنهاء الدورة في أسرع وقت ممكن.:5 تتميز اللعبة أيضًا بأوضاع متعددة اللاعبين لما يصل إلى أربعة لاعبين: لاعب متعدد اللاعبين نسخة من غراند بريكس، وسباق واحد لواحد، ولعبة مصارعة كلاب. التنافس في السباقات سيكسب اللاعبين صفحات من كتاب، والتي تكون بمثابة شكل من أشكال العملة. يعتمد المبلغ الذي يكسبونه على وضعهم في السباق وعدد النوتات الموسيقية التي يجمعونها. يمكن إعطاء هذه الصفحات لكتاب تشياتو المجسم مقابل مكافآت مختلفة، مثل أوضاع وشخصيات اللعبة الجديدة.

## التطوير

عمل فني ترويجي لديدي كونغ بيلوت.

طورت راير اللعبة لغيم بوي أدفانس لما يقرب من خمس سنوات. في البداية، كانت شركة راير تابعة لنينتندو وكانت الشركة معروفة بإنشاء ألعاب في سلسلة دونكي كونغ من نينتندو. على هذا النحو، كانت اللعبة في الأصل بعنوان ديدي كونغ بيلوت، وهي تكملة للعبة راير التي صدرت في عام 1997 ديدي كونغ رايسينغ، وستضم شخصيات من سلاسل نينتندو دونكي كونغ وماريو. بينما يمكن لعبها باستخدام غيم بوي أدفانس دي-باد، سمحت ديدي كونغ بيلوت للاعبين بالتحكم في الشخصيات عن طريق إمالة النظام، مثل الخرطوشة تحتوي على نفس تقنية مقياس التسارع المستخدمة في كيربي تيلتن تامبل (2000). اختارت راير التركيز على الطائرات بدلاً من السيارات لأنها أرادت أن تبرز اللعبة أمام متسابقي غيم بوي أدفانس الآخرين. أعلنت نينتندو وراير عن اللعبة في معرض الترفيه الإلكتروني 2001، وقدمت عروضًا توضيحية للحضور هناك وفي نينتندو سبيس ورلد في أغسطس. كان رد فعل الصحفيين إيجابيًا على العروض التوضيحية، مع مدح خاص للعناصر المرئية.
تهدف نينتندو إلى إطلاق ديدي كونغ بيلوت في 4 مارس 2002، ولكنها أصبحت مهتمة بجودتها في وقت قريب من عالم الفضاء. أشار أحد المبرمجين إلى أن نينتندو شعرت أن الميل لا يعمل بشكل جيد، وأن غيم بوي أدفانس يعمل فقط على النحو المنشود عندما يتماشى مع مصدر الضوء، وأن لعبة السباق بالطائرات لا معنى لها بدون عالم ثلاثي الأبعاد. كان من المتوقع أن ينهي راير اللعبة بحلول أكتوبر 2001 على الرغم من أنه لا يزال يتعين عليه تنفيذ العديد من أوضاع اللعبة؛ اعتقد المبرمج أنه كان يجب إلغاؤه بدلاً من ذلك. كما أدت سياسات الشركة إلى تعقيد التنمية. وفقًا للمبرمج، كان راير «يديرنا بشكل دقيق في اتجاهات مختلفة، متجاهلًا أي قيود على مساحة الخرطوشة أو العتاد». بحلول سبتمبر 2002، كانت اللعبة لا تزال غير مطروحة واستحوذت شركة مايكروسوفت المنافسة لنيتندو على راير. نظرًا لأن مايكروسوفت لم تنافس في سوق الأجهزة المحمولة، فإن الاستحواذ لم يؤثر على خطط راير لإنتاج ألعاب غيم بوي أدفانس، لكنها فقدت حقوق امتياز ماريو وسلسلة دونكي كونغ.
بعد تطوير نسخة غيم بوي أدفانس من دونكي كونغ كونتري 2، قيل للموظفين النادرون إنهم بحاجة لإنهاء ديدي كونغ بيلوت، لكن سيتعين عليهم إعادة تجهيزه باستخدام عناصر من سلسلة بانجو-كازووي. كان بانجو أحد ألعاب راير التي تم الاحتفاظ بها بعد شراء مايكروسوفت، لذلك تمت إعادة تسمية المشروع باسم بانجو-بيلوت. ظهر تغيير الحقوق في يوليو 2003 عندما سجلت مايكروسوفت علامة تجارية بعنوان بانجو-بيلوت. قال بول رحمة من فريق راير إن إعادة التجهيز استغرقت خمسة أشهر. خضعت اللعبة «لتغييرات جذرية» خلال الفترة الانتقالية؛ تم تعديل الرسومات والعرض، وأضيفت حلبات سباق مختلفة. أيضًا أزالت راير عناصر التحكم في الإمالة لأنها لم تكن قادرة على تحسينها. الموسيقى التصويرية، من تأليف روبن بينلاند وجيمي هيوز، لم تتغير نظرًا لأن راير لم يكن قادرًا على تنفيذ الموسيقى الجديدة. الفريق الذي طور ألعاب بانجو-كازووي على نينتندو 64 لم يكن لهم دور، لكن المصمم الرئيسي أشرف على التأكد من أن المحتوى يتماشى مع ألعاب نينتندو 64. يستخدم كل من نماذج ديدي كونغ بيلوت واللعبة النهائية محرك لعبة على نمط 7، ولكن في مرحلة ما، تحولت راير إلى واحدة قدمت البيئات باستخدام وحدات البكسل. نادرًا ما تخلص من محرك فوكسل بسبب مشاكل معدل الإطارات التي ظهرت عند إضافة الشخصيات والأسلحة.
في عام 2003، بدأت مايكروسوفت في التعاون مع تي إتش كيو لنشر ألعاب راير للغيم بوي أدفانس، وهم بانجو-بيلوت وبانجو-كازووي: غرانتيز ريفينج (2003) وسابري وولف (2004) وإتز مستر بانتس (2005). صدرت اللعبة في أمريكا الشمالية في 12 يناير 2005 وفي أوروبا في 11 فبراير. بعد سنوات من إطلاق بانجو-بيلوت، في عام 2011 تم تسريب نموذج أولي لديدي كونغ بيلوت عبر الإنترنت.

## التقييم
| التقييم |                    |
| --- | ------------------ |
| مجموع النقاط المجموع نقاط ميتاكريتيك 86/100 (22 مراجعة) نتائج المراجعة نشرة نقاط يورو غيمر 6/10 غيم سبوت 7.2/10 غيم سباي غيم زون 8.2/10 آي جي إن 8/10 نينتندو ورلد ريبورت 7.5/10 فيديو غيمر.كوم 4/10 كيوبد3 9/10 |                    |
| مجموع النقاط |                    |
| المجموع | نقاط               |
| ميتاكريتيك | 86/100 (22 مراجعة) |
| نتائج المراجعة |                    |
| نشرة | نقاط               |
| يورو غيمر | 6/10               |
| غيم سبوت | 7.2/10             |
| غيم سباي | 3/5 stars          |
| غيم زون | 8.2/10             |
| آي جي إن | 8/10               |
| نينتندو ورلد ريبورت | 7.5/10             |
| فيديو غيمر.كوم | 4/10               |
| كيوبد3 | 9/10               |

وفقًا لميتاكريتيك، تلقت اللعبة «تقييمات مختلطة أو متوسطة». اعتقد العديد من المراجعين أن اللعبة تفتقر إلى الأصالة واعتقدوا أن وضع الشخصيات في الطائرات لم يكن كافيًا لتمييزها عن غيرها من ألعاب سباقات الكارت في غيم بوي أدفانس. أشار تقرير غيم سباي ونينتندو ورلد ريبورت إلى أن الطائرات لا تزال تتمتع بسلوكيات مرتبطة تقليديًا بالسيارات الصغيرة، مثل التباطؤ عندما لا تكون على المسار. جادلت نينتندو ورلد ريبورت أيضًا أن المناورات التي يمكن للطائرات القيام بها كانت عديمة الجدوى ولم تضيف شيئًا إلى التجربة. اعتقد يورو غيمر أن الطائرات جعلت اللعبة تبدو أكثر ثلاثية الأبعاد ولكنها اختزلتها لتفضيل الحظ على المهارة. بالإضافة إلى ذلك، تعتقد نينتندو ورلد ريبورت أن بانجو-بيلوت تفتقر إلى ما جعل ألعاب راير السابقة للسباق ديدي كونغ رايسينغ الرائعة، بينما كتب فيديو غيمر.كوم أن إزالة شخصيات نينتندو وأدوات التحكم في الإمالة منع اللعبة من جلب الابتكار إلى نوع سباقات الكارت.
غالبًا ما تم تصنيف اللعبة على أنها نسخة من ألعاب ماريو كارت من نينتندو. في حين أن النقاد شعروا عمومًا أن اللعبة كان أحد أفضل مستنسخات ماريو كارت - كيوبد3 وآي جي إن أطلقوا عليه لقب ثاني أفضل لعبة سباقات لغيم بوي أدفانس بعد ماريو كارت: سوبر سركت (2001) - كتبوا أن اللاعبين سيكونون أفضل حالًا في اللعب لعبة من تلك السلسلة. اعتقد يورو غيمر أنه يجب على اللاعبين تجربة بانجو-بيلوت قبل اتخاذ قرار بشرائها، وقال غيم سباي وفيديو غيمر.كوم أنه لا يوجد سبب للحصول عليه عندما تكون ألعاب أفضل مثل ماريو كارت وكونامي كرايزي رايسيرز (2001) متاحة بالفعل على غيم بوي أدفانس. آي جي إن، من ناحية أخرى، جادلت بأن أوجه التشابه مع ماريو كارت لم تكن بالضرورة شيئًا سيئًا لأنها سمحت بتصميم لعبة متوازن، ووصفت غيم سبوت اللعبة بأنها مسلية وقارنتها بشكل إيجابي مع سوبر ماريو كارت الأصلية (1992). تساءل يورو غيمر وفيديو غيمر.كوم أيضًا عن مدى جاذبية اللعبة للاعبين، مشيرًا إلى أن شخصيات مثل بانجو كانت غامضة نسبيًا ومن المحتمل أن يتم التعرف عليها فقط من قبل أولئك الذين لعبوا ألعاب بانجو-كازووي على نينتندو 64.
قال المراجعون إن بانجو-بيلوت، باعتبارها استنساخًا لماريو كارت، كانت جيدًا من حيث أسلوب اللعب، لكنهم اختلفوا حول ما إذا كان هذا كافياً لجعلها لعبة ناجحة. بينما جادلت آي جي إن بأن اللعبة قامت بتحسين صيغة الكارتينغ بسبب ميزاتها الجديدة واعتقدت أن طائراتها تتحكم بشكل أفضل من الكارتينغ، فيديو غيمر.كوم قال إن أوضاع اللعبة كانت غير محققة. المراجعين من كيوبد3، غيم زون، آي جي إن، ونينتندو ورلد ريبورت أشادوا بعناصر التحكم باعتبارها بديهية وبسيطة، على الرغم من أن آي جي إن اعتقدت أنها «تصرخ [محرر]» للتوافق مع العصا التناظرية. ومع ذلك، وصف غيم سباي عناصر التحكم بأنها حساسة للغاية وأشاروا إلى أنها مضبوطة على تلك الموجودة في طائرة قياسية، والتي وصفوها بأنها غير بديهية. وصف يورو غيمر الضوابط بأنه من الصعب التعود عليها. حدد المراجعون وضع تعدد اللاعبين باعتباره ميزة مميزة، حيث وصفه غيم سبوت وغيم زون على التوالي بأنه أقوى ميزة في اللعبة وأفضل لعبة غيم بوي أدفانس منذ ذا ليجند أوف زيلدا: فور سوردز (2002)، على الرغم من أن يورو غيمر كتب أنه كان يمثل تحديًا ابحث عن آخرين يمتلكون اللعبة. تلقت معارك الرؤساء انتقادات بسبب صعوباتها غير المتسقة وشعر البعض أنها تشتت انتباهها عن التجربة الكلية، على الرغم من أن كيوبد3 وغيم سباي أشادوا بجهود راير في الابتكار. أثارت صعوبة اللعبة للخصم غضب فيدو غيمر.كوم.
كان النقاد أكثر سخاء تجاه العرض. أشاد الكثيرون بكمية التفاصيل المرئية والرسوم المتحركة. قام كل من كيوبد3 وغيم سبوت على التوالي بمقارنتها مع تلك الموجودة في لعبة نينتندو 64 منخفضة المستوى ولعبة مود 7 لسوبر نينتندو، شعرت يورو غيمر أنها كانت مثيرة للإعجاب واستخدمت قدرات غيم بوي أدفانس ثلاثية الأبعاد دون المستوى على أكمل وجه وأطلق عليها غيم زون اسم العين - اصطياد. كما تم الإشادة بمعدل الإطارات الثابت. كانت إحدى المشكلات الوحيدة التي لاحظتها آي جي إن هي النوافذ المنبثقة التي حدثت عند التقاط الأسلحة. كان الإدراك البصري مجالًا أخطأ فيه العديد من المراجعين، حيث لاحظوا في بعض الأحيان أن المتسابقين الآخرين قد يحجبون خط رؤيتهم. أشاد كل من فيديو غمر.كوم وغيم زون بالصوت الذي وصفوه بأنه أحد الجوانب التي يمكن تحملها في اللعبة والمرح. شعرت آي جي إن أن الموسيقى كانت مؤلفة جيدًا وتتناسب مع موضوع البانجو، على الرغم من أنهم لاحظوا وجود أوجه تشابه في المقطوعات الموسيقية مع تلك الموجودة في الألعاب والأفلام الأخرى مثل علاء الدين.

## الملاحظات
1. ↑  تتضمن الشخصيات القابلة للعب في البداية بانجو وكازووي ومامبو جامبو وجينجو. يمكن فتح قفل هومبا وومبا وغرونتيلدا وكلونغو وبوتلز وجولي روغر من خلال اللعب.